# David Vere-Jones
David Vere-Jones, né le 17 avril 1936 à Croydon (Angleterre) et mort le 31 octobre 2024 à Wellington (Wellington, île du Nord), est un mathématicien néo-zélandais. Il est connu notamment pour son travail en statistiques sur la prévision des tremblements de terre.

## Carrière
David Vere-Jones obtient son doctorat en 1962 à l'Université Oxford sous la direction de David George Kendall, avec une thèse intitulée « Topics in the Theory of Probability ».
Il travaille de 1962 à 1964 au Laboratoire de mathématiques appliquées du ministère de la Recherche scientifique et industrielle (en) (DSIR). De 1965 à 1969, il travaille au Département de Statistiques, Institute of Advanced Studies, à Canberra. Puis, de 1970 à 2000, il est professeur de mathématiques à l'Université Victoria de Wellington en Nouvelle-Zélande.

## Prix et distinctions
En 1969, David Vere-Jones est fellow de la Royal Statistical Society.
Il est fondateur et président de la Société mathématique de Nouvelle-Zélande en 1974. En 1982, il est fellow de la Société royale de Nouvelle-Zélande, dans laquelle il occupe des postes à responsabilité plusieurs années.
En 1995 il reçoit la médaille Henri Willem Methorst de l'International Statistical Institute.
En 1999, il est lauréat de la New Zealand Science and Technology Gold Medal.
En 2014, il a reçu la médaille Jones « pour ses travaux en statistiques, à la fois son travail novateur sur la prévision des tremblements de terre et sa contribution à l'enseignement des statistiques et des mathématiques en Nouvelle-Zélande ».

## Publications
- Introduction to the theory of point processes.
- ISI publications in statistical education
- Science education in New Zealand : present facts and future problems.
- Seismogenesis and Earthquake Forecasting: The Frank Evison Volume II .
- Statistical seismology.
- The Teaching of mathematics.